# Tasiocera (Tasiocera) cascadensis
Tasiocera (Tasiocera) cascadensis is een tweevleugelige uit de familie steltmuggen (Limoniidae). De soort komt voor in het Australaziatisch gebied.